# Дудченко, Вячеслав Сергеевич
Вячесла́в Серге́евич Дудченко (2 мая 1940 — 1 августа 2007) — советский и российский социолог, доктор социологических наук, профессор, один из основателей российской школы организационного консалтинга, автор инновационной методологии и концепции онтосинтеза.

## Краткая биография
1975—1978 гг. — начальник бюро социологических исследований КамАЗа.
1978—1983 гг. — начальник социологической лаборатории Ярославского электромашиностроительного завода.
1983—1989 гг. — заведующий кафедрой социологии Ярославского филиала ИПКНефтехим.
1989—1992 гг. — директор консультационной фирмы «Менеджмент Сервис».
1992 г. — Президент Российского общества социологов.
1992—1995 гг. — президент консультационной компании «Инновационные системы».
1996—2005 гг. — главный научный сотрудник Института социологии РАН.
1999—2000 гг. — директор Института эвристики.
2000—2006 гг. — президент Национальной гильдии профессиональных консультантов.
2001—2004 гг. — профессор кафедры управления человеческими ресурсами факультета менеджмента Высшей школы экономики (теперь НИУ ВШЭ).

## Область научных интересов
В. С. Дудченко — один из создателей инновационной научной школы, автор инновационной методологии и концепции онтосинтеза, одна из основных идей которой сводится к тому, что, программируя себя определённым образом, человек способен создавать реальность, которая будет соответствовать этой программе.
В 1969 году он познакомился в Новосибирске с Г. П. Щедровицким, о котором со временем скажет в одном из своих интервью: «Георгий Петрович Щедровицкий — это единственный человек, полное интеллектуальное превосходство которого я признавал, по крайней мере, до определенного времени». На протяжении многих лет принимая участие в его методологическом кружке, Дудченко считал Щедровицкого своим учителем, при этом не переставая критиковать ряд его идей и методов, в спорах с ним создавая собственную инновационную методологию.
Вторым своим учителем Дудченко считал Н. И. Лапина,- одного из основателей инноватики в СССР. В конце 70-х во Всесоюзном научно-исследовательском институте системных исследований (ВНИИСИ) Лапин инициировал и возглавил первый в СССР исследовательский проект по социологии инноваций — «Нововведения в организациях». В этом проекте приняли участие Э. Г. Юдин, А. И. Пригожин, Б. В. Сазонов и ряд других учёных, — они разрабатывали концепцию и программу изучения нововведений. Дудченко также участвовал в проекте и занимался практическим исследованием нововведений в организациях — в то время он работал на КамАЗе и создал там социоинженерную лабораторию, которая помогала различным предприятиям разрабатывать и реализовывать разнообразные инновационные процессы.
В 1983 году, 25 ноября, защитил в МГУ, в специализированном совете (К 053.05.70) по философским наукам кандидатскую диссертацию по теме «Ситуационные структуры в социальной организации промышленного предприятия», многие идеи из которой впоследствии вошли как в его докторскую диссертацию, так и в арсенал инновационной методологии.
Несмотря на то, что он на протяжении всей своей жизни вёл широкую методологическую и теоретическую работу, занимаясь исследовательской деятельностью как в отечественных, так и в международных проектах, Дудченко был убеждён, что «научный работник, чистый методолог или философ имеет дело с мертворожденными им же самим (или такими же, как он) схемами», и полагал, что только позиция консультанта позволяет иметь дело с живой реальностью, не переставая работать над сюжетами более общего и высокого порядка.

## Консультационная деятельность
Как таковым консультантом по организационному развитию Дудченко начал работать в 1979 году, став одним из родоначальников управленческого консалтинга в России. Специализировался на вопросах стратегического управления, организации бизнеса, реинжиниринга, инноватики, маркетинга и развития персонала.
В 2000 году стал одним из инициаторов создания Национальной гильдии профессиональных консультантов и её первым президентом, возглавив одно из направлений деятельности Гильдии — инновационное консультирование. Основной задачей инновационных консультантов Дудченко полагал создание высокоэффективных жизнеспособных саморазвивающихся социальных систем, то есть запуск механизмов саморазвития как в отдельной личности, так и в социальной группе либо организации.

## Публикации
Автор более 140 научных публикаций, а также книг:
- Программа инновационной игры. — Ярославль, 1987 г.
- Инновационные игры. — Таллин, 1989 г.
- Основы инновационной методологии. — Москва, 1996 г.
- Инновационные технологии. — Москва, 1996 г.
- Онтосинтез социальной реальности. — Москва, 1998 г.
- Онтосинтез жизни. — Москва, 1999 г.
- Онтосинтез: автобиографические признания. — Москва, 1999 г.
- Абсолютный консультант. — Москва, 2004 г.
- Саморазвитие. — Москва, 2007 г.

Среди статей:
- Игровые методы в социологии (в соавторстве с В. Н. Макаревичем) // Социологические исследования, 1990, № 12, с.103-112 Архивная копия от 20 октября 2013 на Wayback Machine
- Из опыта подготовки профессиональных консультантов в России // Социологические исследования, 1996, № 5, с.112-116 Архивная копия от 20 октября 2013 на Wayback Machine
- Онтосинтез конфликта (к методологии исследования) // Социологические исследования, 1996, № 10, с.50-62 Архивная копия от 20 октября 2013 на Wayback Machine
- Решение региональных проблем игровыми методами (в соавторстве с И. К. Масалковым) // Социологические исследования, 1991, № 7, с.85-91 Архивная копия от 20 октября 2013 на Wayback Machine
- Нарушение этических норм в управленческом консультировании Архивная копия от 4 марта 2016 на Wayback Machine
- О саморазвитии консультантов Архивная копия от 4 марта 2016 на Wayback Machine
- Основы инновационного консультирования Архивная копия от 4 марта 2016 на Wayback Machine
- Что такое интегрированный консалтинг Архивная копия от 3 июня 2019 на Wayback Machine
- Методология стратегического развития социальных систем Архивная копия от 4 марта 2016 на Wayback Machine
- Деловая инновационная игра как метод исследования и развития организации Архивная копия от 4 марта 2016 на Wayback Machine
- Онтологизация как функция онтосинтеза Архивная копия от 4 марта 2016 на Wayback Machine
- О природе консультационной коммуникации Архивная копия от 4 марта 2016 на Wayback Machine
- Разговор создаёт мир Архивная копия от 2 марта 2013 на Wayback Machine
- Методологический микроскоп Архивная копия от 2 марта 2013 на Wayback Machine
- Инновационное обучение
- Онтологизация как функция онтосинтеза Архивная копия от 2 марта 2013 на Wayback Machine
- Опыт подготовки профессиональных консультантов в России
- Теоретико-методологические проблемы управления будущим Архивная копия от 7 августа 2014 на Wayback Machine
- Размышления о пользе единичности и уникальности Архивная копия от 7 августа 2014 на Wayback Machine
- Непродуктивные модели поведения в организациях Архивная копия от 18 января 2013 на Wayback Machine